# 23 Aquilae
23 Aquilae, som är stjärnans Flamsteed-beteckning, är en dubbelstjärna belägen i den mellersta delen av stjärnbilden Örnen. Den har en högsta skenbar magnitud på ca 5,10 och är svagt synlig för blotta ögat där ljusföroreningar ej förekommer. Baserat på parallaxmätning inom Hipparcosuppdraget på ca 8,8 mas, beräknas den befinna sig på ett avstånd på ca 370 ljusår (ca 114 parsek) från solen. Den rör sig närmare solen med en heliocentrisk radialhastighet av ca -23 km/s. På det beräknade avståndet minskar stjärnans skenbara magnitud med 0,21 enheter genom en skymningsfaktor orsakad av interstellärt stoft.

## Egenskaper
Primärstjärnan 23 Aquilae A är en orange till gul jättestjärna eller ljusstark jätte av spektralklass K1 II/III. Den har en radie som är ca 16 solradier och utsänder ca 155 gånger mera energi än solen från dess fotosfär vid en effektiv temperatur av ca 4 700 K.
23 Aquilae är en misstänkt variabel, som varierar mellan visuell magnitud +5,09 och 5,16 utan någon fastställd periodicitet.
Följeslagaren 23 Aquilae B är en stjärna av skenbar magnitud 8,76, som ligger separerad med 3,25 bågsekunder från primärstjärnan.